# KF Cargo
KF Cargo é uma companhia aérea de carga com sede em Kelowna, Colúmbia Britânica, Canadá.

## História
A KF Cargo é uma empresa subsidiária da KF Aerospace, que foi estabelecida como Kelowna Flightcraft em 20 de março de 1970 e a subsidiária de carga foi criada e começou a operar em junho de 1974. É propriedade integral da Barry Lapointe Holding.

## Frota

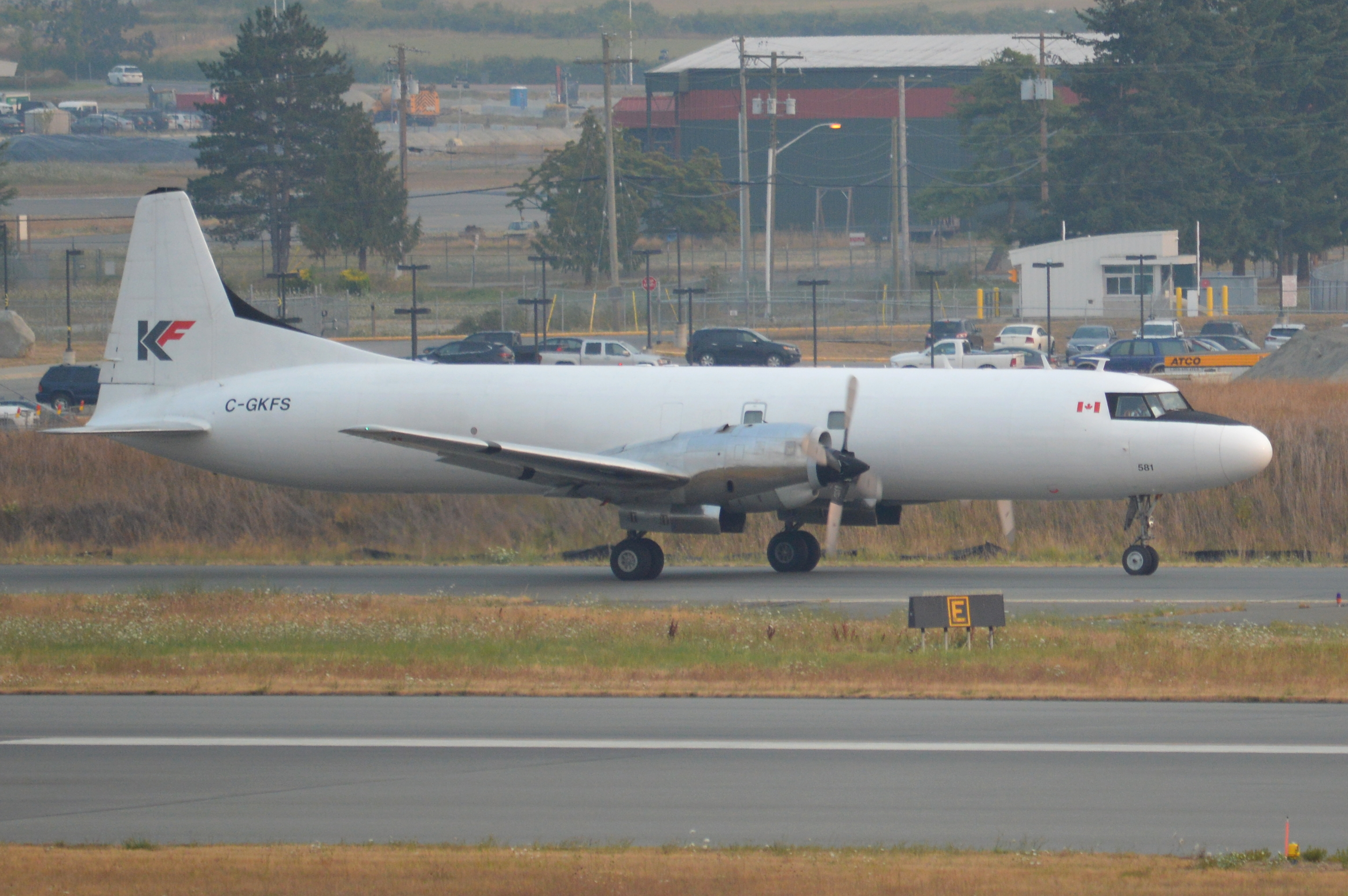
Um Convair 5800 da KF Cargo

A frota da KF Cargo consiste nas seguintes aeronaves:
| Aeronaves                        | Quantidade | Período de operação | Notas                    |
| -------------------------------- | ---------- | ------------------- | ------------------------ |
| Boeing 737-200                   | 1          | 2003-2004           |                          |
| Boeing 737-300                   | 3          | 2014-2018           |                          |
| Boeing 737-400 & Boeing 737-400F | 2          | 2020-2021           |                          |
| Boeing 737-800                   | 1          | 2004-2005           | Alugado da Excel Airways |
| McDonnell Douglas DC-10-30       | 4          | 2008-2018           |                          |

### Leasing
A KF Cargo aluga aeronaves McDonnell Douglas DC-10, Boeing 737 e Convair 580/5800. As operações de leasing da KF Cargo têm como diferencial o desenvolvimento da primeira aeronave Boeing 737-300 Quick Change do mundo.
A empresa alugou aeronaves para várias companhias aéreas de passageiros canadenses, incluindo a Harmony Airways, Greyhound Air, Roots Air no passado e também nos Estados Unidos para o IFL Group Inc. Atualmente, a KF Cargo aluga seus Boeing 737-300 para a Canadian North.

### Frota Histórica
A companhia aérea operou anteriormente uma gama diversificada de aeronaves, incluindo o Aero Commander, vários Beechcraft, helicópteros Bell 206, Boeing 727, Boeing 737, Boeing 757, várias aeronaves Cessna, Convair CV-440 Metropolitan, Convair CV-580, de Havilland Canada DHC-4 Caribou, Douglas DC-3, McDonnell Douglas DC-10, Fairchild F27, Grumman Gulfstream I (G159), Helio Courier, Howard 500, Israel 1124, Israel 1125, Mitsubishi MU-2, Piper Aircraft, Robinson R44 e Taylorcraft DC65.